# 帕爾森塔河
54°11′18″N 15°33′4″E / 54.18833°N 15.55111°E

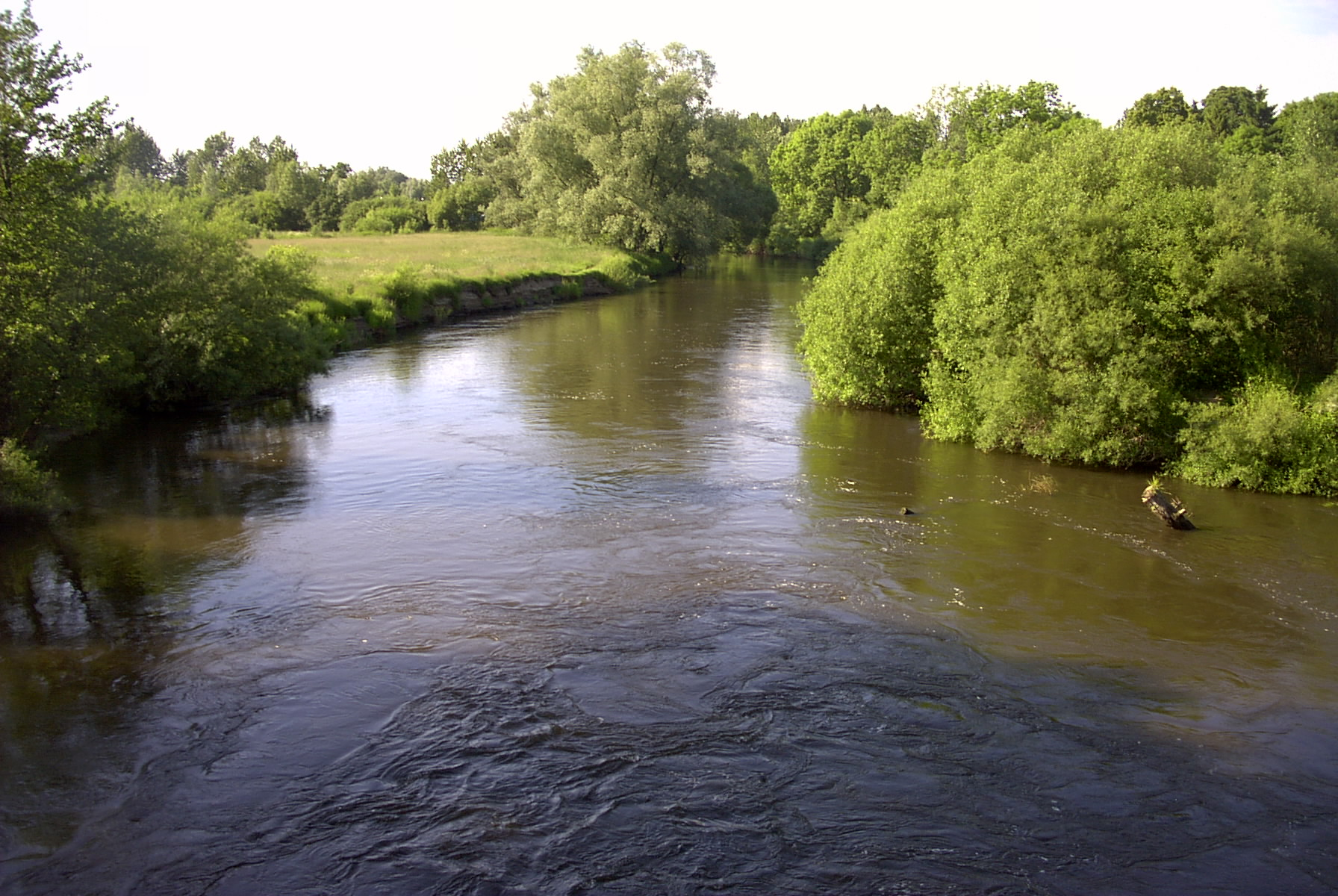

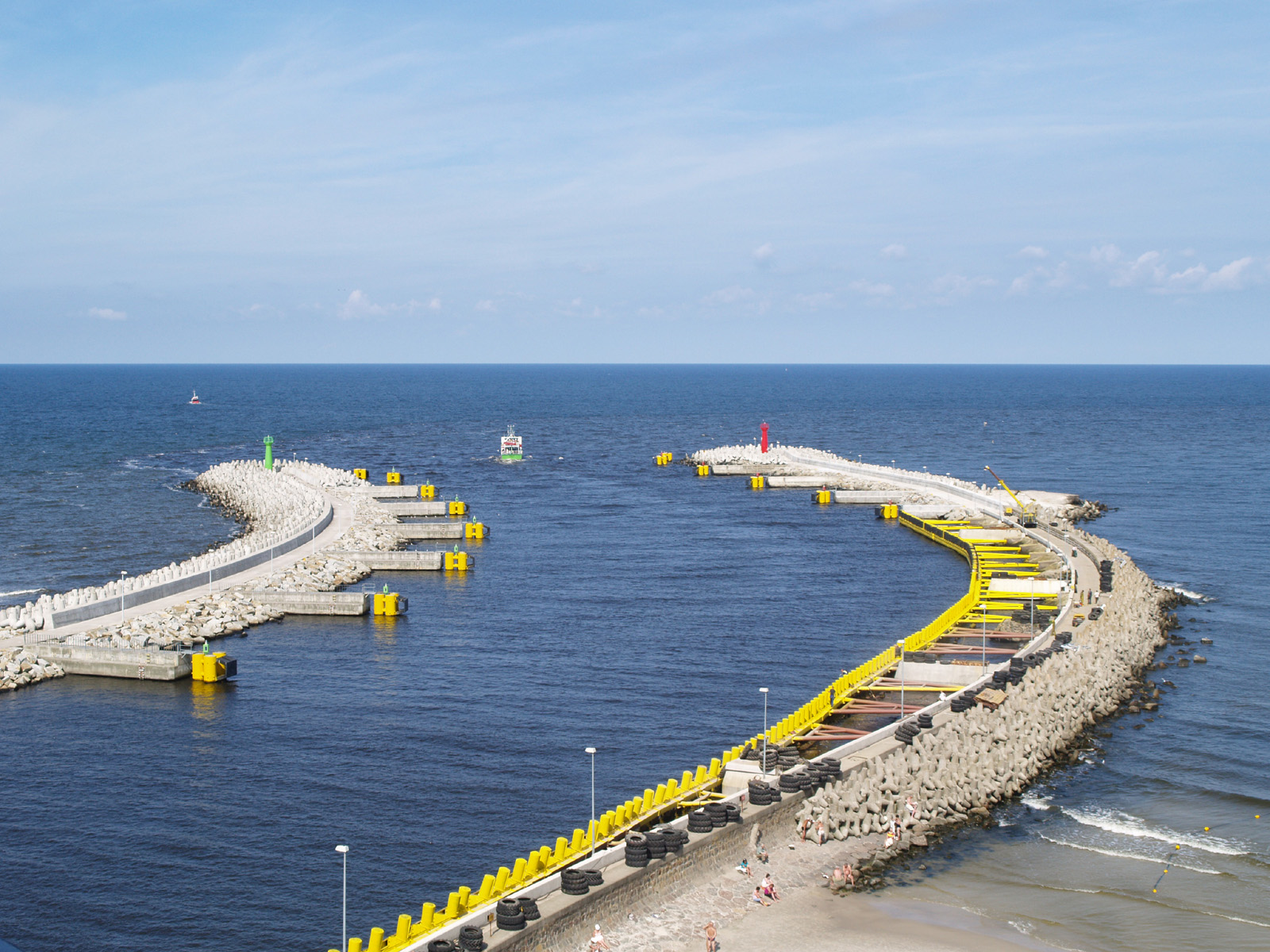

帕爾森塔河（波蘭語：Parsęta），是波蘭的河流，位於該國西北部，由西波美拉尼亞省負責管轄，河道全長143公里，流域面積3,084平方公里，最終注入波羅的海，河畔城鎮有比亞沃加德、科沃布熱格和卡爾利諾。